# دعای ندبه

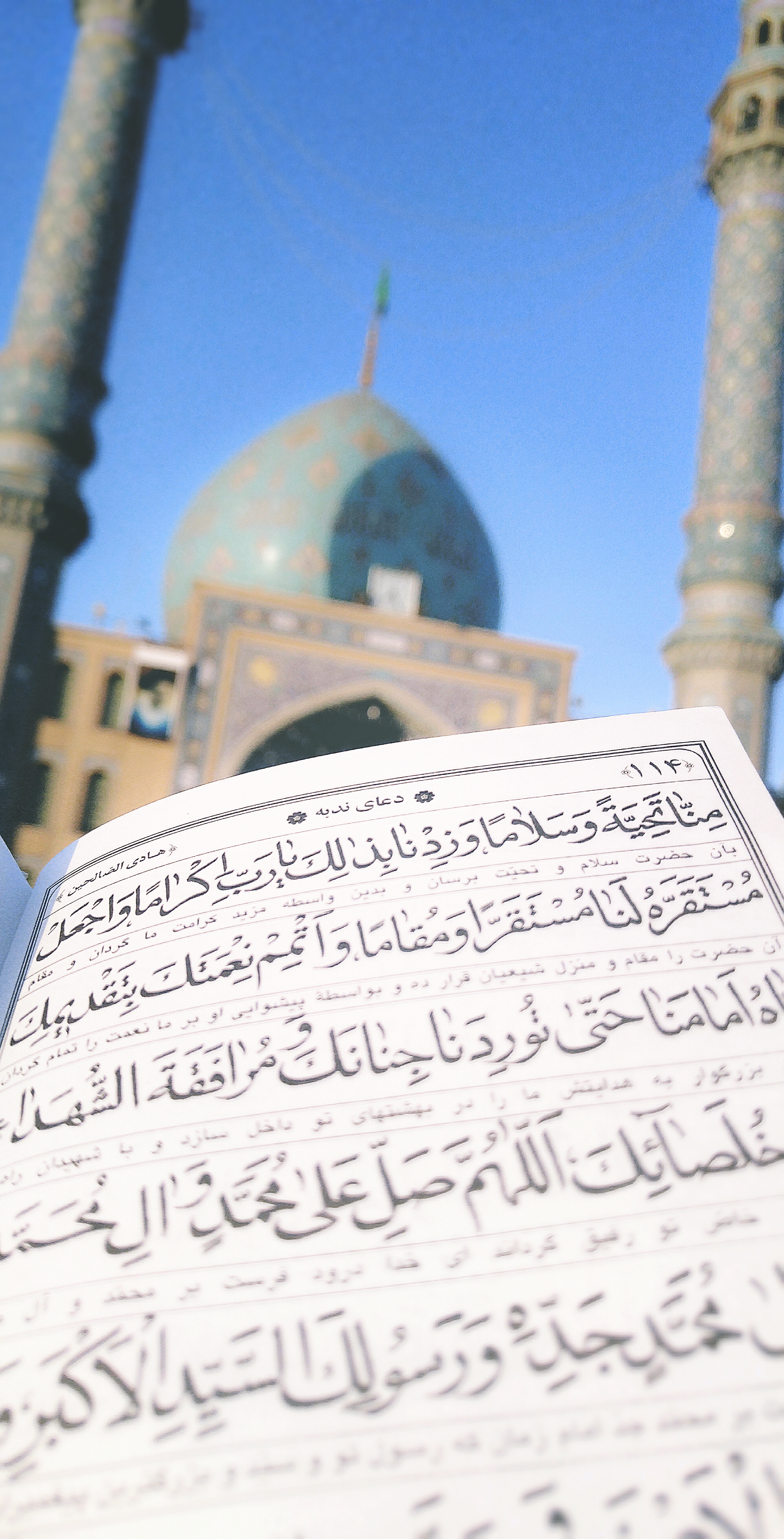
خواندن دعا ندبه در مسجد جمکران

دعای نُدبه (به عربی: دُعَاء ٱلنُّدْبَة) ندبه به معنای خواندن و گریه بر شخص با ذکر خوبی‌های اوست. این دعا دلایل غیبت مهدی را شرح می‌دهد.
این دعا مشتمل بر عقاید شیعه و تأسف بر غیبت مهدی است که از جعفر صادق نقل شده و به خواندن آن در این چهار مناسبت جمعه، عید فطر، عید قربان، عید غدیر توصیه شده‌است.

## سند دعا
دعای ندبه را عده‌ای از علما و محدثین نقل کرده‌اند و برخی تا ۱۵ سند برای آن برشمرده‌اند؛ از آن جمله:
- ابوجعفر محمد بن حسین بن سفیان بزوفری

او معاصر شیخ نجاشی و از اَعلام قرن پنجم بوده، این دعا را نقل کرده‌است.
- ابوالفرج محمد بن علی بن یعقوب بن اسحاق بن ابی‌قره قنائی

او در کتاب الدّعاء نقل کرده‌است. وی که از مشایخ شیخ مفید؛ به‌شمار می‌آید مورد تأیید خاص او قرار گرفته‌است.
- محمد بن جعفر بن علی بن جعفر مشهدی حائری

در کتاب مزار کبیر (مزار ابن مشهدی) از محمد بن ابی‌قره نقل کرده و آن را به امام مهدی نسبت داده‌است.
- سید بن طاووس

او در دو کتاب مصباح الزائر و اقبال الاعمال به نقل از کتاب محمّد بن حسین بن سفیان بزوفری نقل کرده و آن را به امام زمان نسبت داده‌است.
- علامه مجلسی

دعای ندبه را در کتاب بحارالانوار به نقل از مصباح الزائر سید بن طاووس و در کتاب تحفة الزائر و در کتاب زاد المعاد نیز دعای ندبه را نقل کرده و در سرآغاز می‌گوید:
و اما دعای ندبه که مشتمل است بر عقاید حَقّه و تأسف بر غیبت حضرت قائم، علیه‌السلام، به سند معتبر از حضرت امام جعفر صادق، علیه‌السلام، منقول است، که سنت است این دعای ندبه را در چهار عید بخوانَد؛ یعنی: جمعه، عید فطر، عید قربان و عید غدیر.
- محدث نوری

محدث میرزا حسین نوری، در کتاب تحیة الزائر دعای ندبه را به نقل از مزار کبیر، مزار قدیم، و مصباح الزائرِ سید بن طاووس روایت کرده‌است.
- و بسیاری دیگر از بزرگان شیعه این دعا را نقل کرده‌اند.[۷]

## شرح‌ها
محققان این دعا را مورد توجه خود قرار داده و بر آن شروح و حواشی نوشته‌اند. برخی از قدیمی‌ترین آن‌ها عبارت‌اند از:
- شرح دعای ندبه از صدرالدین محمد حسنی مدرس یزدی.
- عقد الجمان لندبة صاحب‌الزمان از میرزا عبدالرحیم تبریزی.
- وسیلة القربة فی شرح دعاء الندبة از شیخ علی خوئی.
- شرح دعای ندبه از ملا حسن تربتی سبزواری.
- النّخبة فی شرح دعاء النّدبة از سیدمحمود مرعشی.
- شرح یا ترجمهٔ دعای ندبه از سردار کابلی.
- معالم القربة فی شرح دعاء الندبة از محدث ارموی.
- وظائف الشیعة فی شرح دعاء الندبة از ادیب اصفهانی.
- کشف الکربة از محدث ارموی.
- نوید بامداد پیروزی از موسوی خرم‌آبادی.
- شرح و ترجمهٔ دعای ندبه از محبّ‌الاسلام.
- نصرة المؤمنین از عبدالرضا خان ابراهیمی.
- فروغ الولایة از آیت‌اللَّه صافی.
- الکلمات النخبة از عطائی اصفهانی.
- رسالة حول دعاء الندبة از محمّد تقی تُستَری.
- رسالة حول دعاء الندبة از میرجهانی اصفهانی.
- سند دعاء الندبة از سید یاسین الموسوی.
- شرحی بر دعای ندبه از علوی طالقانی؛
- شرح قرآنی دعای ندبه از محسن قرائتی؛ و دیگر شروح و رساله‌های مرتبط با دعای ندبه
- تفسیری بر دعای ندبه از علی اکبر رائفی پور.